# Diocèse de la Meuse
Cet article court présente un sujet plus développé dans : Diocèse de Verdun.
Le diocèse de la Meuse ou, en forme longue, le diocèse du département de la Meuse est un ancien diocèse de l'Église constitutionnelle en France.
Créé par la constitution civile du clergé de 1790, il est supprimé à la suite du concordat de 1801. Il couvrait le département de la Meuse. Le siège épiscopal était Verdun.